# Marcel Proust
Valentin Louis Georges Eugène Marcel Proust, (Pariz, 10. srpnja 1871. – Pariz, 18. studenog 1922.), francuski romanopisac. 

## Životopis
Rođen u imućnoj liječničkoj obitelji, nježan i osjetljiv, pobolijevao od djetinjstva od astme, što je obilježilo čitav njegov potonji život. Proustov otac, Achille Adrien Proust, bio je ugledni patolog i epidemiolog, zaslužan za proučavanje i pokušaje izlječenja uzroka i širenja kolere, koja se u to vrijeme širila Europom i Azijom; autor je brojnih članaka i knjiga o medicini i higijeni. Proustova majka, Jeanne Clémence Weil, bila je kći iz bogate i kulturne židovske obitelji iz Elzasa. Bila je vrlo načitana; njena pisma pokazuju razvijen smisao za humor i dovoljno poznavanje engleskog jezika da pruži pomoć u sinovim prijevodima djela Johna Ruskina. Proust je odgojen u očevoj katoličkoj vjeri. Kršten je 5. kolovoza 1871., i kasnije se potvrdio kao katolik, ali nikada nije formalno prakticirao svoju vjeru. U dobi od devet godina Proust je doživio prvi teži napad astme, nakon kojeg su ga smatrali boležljivim djetetom. Godine 1882. u dobi od jedanaest godina postao je učenik škole "Lycée Condorcet" u Parizu. Zbog bolesti prekida školovanje, ali ipak surađuje u đačkim književnim časopisima Revue verte i Revue Lilas. Profesor filozofije Darlu znatno utječe na njega. Proust završava gimnaziju i dobiva najvišu nagradu iz filozofije. Unatoč lošem zdravlju Proust je odslužio jednu godinu u Francuskoj vojsci, u Orléansu, u vojarni Coligny (iskustvo mu je poslužilo za treći dio ciklusa romana "U traganju za izgubljenim vremenom", "Vojvotkinja de Guermantes"). 1890. godine upisuje Školu političkih znanosti i sluša predavanja Henrija Bergsona. Nakon završetka fakulteta surađuje u časopisima Le Banquet i La Revue blanche.
U mladosti je pohađao salone, gđe. Straus, udovice Georgesa Bizeta i majke Proustova prijatelja iz djetinjstva Jacquesa Bizeta, te salone Madeleine Lemaire i Arman de Caillavet (Léontine Lippmann), majke njegova prijatelja Gastona Arman de Caillaveta, u čiju se zaručnicu zaljubio (Jeanne Pouquet). Preko Arman de Caillavet upoznao je Anatolea Francea, njezinog ljubavnika.
Proust je bio vrlo blizak s majkom. Kako bi umirio oca, koji je inzistirao da izgrađuje karijeru, Proust je uspio dobiti mjesto volontera u Biblioteci Mazarine u ljeto 1896. Značajnim naporima, dobio je bolovanje, što se protegnulo na nekoliko godina, te se smatralo da je napustio radno mjesto. Nikada nije radio, te se nije selio iz roditeljskog stana sve do njihove smrti. 
Njegov život i obiteljsko okružje znatno se izmijenilo između 1900. i 1905. U veljači 1903. njegov brat Robert se oženio i napustio dom. Iste godine u studenom preminuo mu je otac. Naposljetku u rujnu 1905. izgubio je i majku, što ga je najviše pogodilo. Majka mu je ostavila značajno nasljedstvo. Kroz ovaj period zdravlje mu je značajno narušeno. Zadnje tri godine života provodi u svojoj spavaćoj sobi, spavajući po danu i radeći na romanu noću. Preminuo je od upale pluća i apscesa pluća 1922., te je pokopan na groblju "Père Lachaise" u Parizu.
Kao izobražen i profinjen mladić kretao se u mondenim građanskim, umjetničkih i aristokratskim krugovima,  pisao i prevodio, posebno djela engleskoga estetičara Johna Ruskina, koji je presudno utjecao na njegovo kasnije stvaralaštvo. Iz toga razdoblja potječu članci iz mladosti skupljeni pod naslovom Užitci i dani, 1896. i autobiografski roman Jean Santeuil, postumno, 1952. Svoje glavno životno djelo pisao je desetak god., u utrci s bolešću i smrću. U gotovo potpunoj osami i odustajanju od svih drugih djelatnosti nastalo je jedno od najosebujnijih i najvrjednijih djela svjetske književnosti, golemi ciklus romana pod zajedničkim naslovom U traganju za izgubljenim vremenom, 1913.—1927.; njegovi su dijelovi: Put k Swannu,  U sjeni procvalih djevojaka, Vojvotkinja de Guermantes, Sodoma i Gomora, Zatočenica, Bjegunica, i Pronađeno vrijeme. Ciklus od oko 3.200 stranica (ovisno o izdanju) obuhvaća razdoblje druge polovice XIX. st., početka XX. st. i 1. svjetski rat, kao i teme koje su potresale francusko društvo toga doba (npr., Dreyfusova afera). Radnja se zbiva u ladanjskoj obiteljskoj kući u gradiću Combrayu (u zbilji Illiers), u Parizu, u pokrajini, na normandijskoj obali, u Veneciji. Roman ima oblik esejiziranih memoara: to je zapravo fikcionalizirana i minucioznim raščlanama povezana kvaziautobiografija u kojoj su svi elementi uzeti iz zbilje, no stilizirani u smislu Proustove filozofije i estetike,  u simbolističnom i impresionističkom duhu vremena. To veliko sintetsko djelo moguće je čitati na više načina: npr. kao balzacovsku studiju društvenih odnosa u doba propadanja aristokracije i uspona bogate građanske klase, smještenu većim dijelom u doba Dreyfusove afere. Poput Honore de Balzaca, Proust teži sveobuhvatnosti i sintezi, predočava cijeli niz likova iz najrazličitijih društvenih sredina i njihove sudbine. No djelo je, znakovito za ono doba, mješavina romana i eseja: autor prati svoje pripovijedanje psihološkim komentarima, kulturnopovijesnim reminiscencijama, estetskim digresijama i sentencioznim pogledima. Cjelovitost prividno kaotičnoga i heterogenog teksta proistječe iz kompozicije izgrađene na mreži isprepletenih lajtmotiva kao u Wagnerovim operama, te mita o Vremenu kao dominantnoj nevidljivoj sili u čijem se polju oblikuju i rastaču bića i odnosi.  
Proustove su velike teme korozija bića u protjecanju vremena, ljubomora i ljubav, tjelesnost i determinacije psihe tijelom, nestalnost međuljudskih odnosa i nespoznatljivost stvarnosti, problematičnost identiteta i sebstva, snobizam i politička kultura i diplomacija uoči 1. svjetskoga rata. Smatra se da je vrijeme glavni junak tog romana, no ono Proustu nije zanimljivo kao filozofska apstrakcija (npr. kao u Sv. Augustina) nego kao medij i uzrok svih metamorfoza; ono dovodi do mijena identiteta, ljudske komunikacije, te i do gubitka samog smisla života. Pod utjecajem francuskoga filozofa Henrija Bergsona pisac nalazi izlaz iz naizgledne jalovosti i prolaznosti života u otkriću činjenica da podsvijest skladišti sve impresije, pa je naizgled izgubljeno vrijeme pohranjeno i dostupno u nesvjesnom segmentu bića. Ono nije zauvijek mrtvo, nego se može prizvati na razinu svijesti i izraza nehotičnim, osjetilnim sjećanjem tijela, koje pamti ne samo zbivanja nego i minule porive i emocije. Dvostruko gledište pripovijedanja sastoji se od emocija neiskusna glavnog lika i inteligencije zrelog pripovjedača koji se neprimjetno smjenjuju iza prvog lica sjetnog i često grubo humornog solilokvija i sarkastičnih komentara. No razlika među njima nije samo u iskustvu nego i u činjenici da je pripovjedač svjestan svojega poslanja i smisla života koji otkriva u pisanju: njegov životni neuspjeh ne dovodi nikada u pitanje vrijednost života. Poruka pjesnika i modernog egzistencijalnog metafizičara Prousta afirmira život - iako ne izrijekom: život ne postoji zato da bi jednog dana bio slikom ili knjigom; on je sam po sebi najveća umjetnost, svojevrsno remek-djelo. Kao i u većem dijelu romana, nazočna je dvoznačnost: svijest pripovjedača, nikad fiksna, evoluira u vremenu kao entitet; istodobno, autor često eksplicite poriče bilo kakav kontinuitet sebesvijesti i identiteta osim ukorijenjenosti u tijelu (što je navelo mnoge da proglase duhovnu srodnost piščevu s orijentalnom, hindu-budističkom metafizikom koja niječe zapadnu tradiciju jedinstva osobnosti); jasna je poruka djela da je svrha Traganja zapravo pripovjedačevo duhovno spasenje i u neku ruku ozbiljenje esteticizma Waltera Patera i simbolizma konca 19. stoljeća; no, s druge strane Proustvo djelo uspostavlja čaroliju života neovisno o piščevoj apologiji umjetničke vokacije njegovoj privatnoj opsesiji koja za suvremenoga čitatelja djeluje anakrono i marginalno, dok je njegova usredotočenost na analizu izazvala i dosta kritičkih komentara koji se mogu svesti na dvije točke: Proust "ubija život" hiperanaliziranjem, a duhovna dimenzija postojanja ostaje mu dobrim dijelom skrivenom zbog sveobuhvatne uronjenosti u vremenom ograničena iskustva. 
Nasljednik Montaignea, francuskih moralista, memoaristike vojvode de Saint Simona, Stendhala i Dostojevskog, Proust je ostvario jedno od najvećih djela u povijesti književnosti, djelo koje se galerijom likova (preko 2.000, od toga više od 30 velikih), mudrošću, humorom i humanošću može svrstati u vrhunce pisane riječi uopće. Kod nas je glavno Proustovo djelo izašlo u prijevodu više autora, među kojima se ističu Zlatko Crnković, Tin Ujević, Miroslav Brandt i Mate Maras.